# 八老爺 (屏東縣)
八老爺，是台灣屏東縣潮州鎮的一個傳統地域名稱，位於該鎮西部略偏北。相較於今日行政區，其範圍大致包括永春里不含東北端、八爺里、光春里不含東南部及東部邊界地帶、富春里西大半部、興美里北部邊界地帶及中央略偏西地區、九塊里西部中央凸出部分的西端。
本地區境內主要聚落為八老爺、虎舍、大腳仙林、廍邊，設有國立屏東特殊教育學校、光春國中、光春國小。

## 名稱
八老爺地名來自同名的主聚落，因曾有八位德高望重的士紳而得名。

## 歷史
台灣日治初期，八老爺地區為一街庄，稱為「八老爺庄」（舊制街庄），隸屬於港東上里。該庄昔日北與五魁藔庄為鄰，東北邊及東邊北至中段與潮州庄為鄰，東邊南段及南邊為檨仔腳庄，西邊為崁頂庄、力社庄。
1901年（日治明治三十四年）11月11日，全台廢縣廳改設二十廳，該庄隸屬於阿猴廳。1904年（明治三十七年）4月15日，該庄編入「潮州區」，隸屬於阿猴廳。1905年（明治三十八年）4月1日，阿猴廳改稱「阿緱廳」。1909年（明治四十二年）10月25日，全台合併二十廳為十二廳，潮州區仍隸屬於阿緱廳。1920年（大正九年）10月1日，全台地方制度大改正，廢十二廳改設五州二廳，該庄改制為「八老爺」大字，隸屬於高雄州潮州郡潮州街（新制街庄）。
戰後潮州街改制為潮州鎮，隸屬於高雄縣，大字亦改制為里。1950年（民國39年）10月1日，高、屏分治，潮州鎮改隸屬於屏東縣。
相較於今日行政區，本地區的範圍大致包括永春里不含東北端、八爺里、光春里不含東南部及東部邊界地帶、富春里西大半部、興美里北部邊界地帶及中央略偏西地區、九塊里西部中央凸出部分的西端。

## 聚落
本地區發展較早的聚落為八老爺、虎舍、大腳仙林、廍邊，在日治期初期的官方地圖上已有記載。

## 交通
台鐵屏東線是高雄至枋寮間的鐵路幹線，經過本地區北部、中部及西南部。最近的車站在北側為潮州車站，在南側為崁頂車站。前者屬一等站，停靠部分大部分自強號及全部莒光號、區間快車、區間車；後者屬招呼站，停靠部分區間快車及全部區間車；由此等可前往台鐵沿線各站。
省道台1線又稱「縱貫公路」，是臺北至楓港的傳統平面幹道，經過本地區。由該道路北行繞過潮州市區東側可前往萬巒鄉西南端、竹田鄉、內埔鄉、內埔鄉/竹田鄉交界地帶、竹田鄉/麟洛鄉交界地帶、麟洛鄉等地；南行可前往新埤鄉、南州鄉東端、佳冬鄉、枋寮鄉等地。
縣道185甲線是新吉至來義的道路，經過本地區北部。由該道路西行可前往崁頂鄉北端、萬丹鄉東南端、新園鄉，並止於省道台27線路口；東行可前往潮州鎮潮州市區、萬巒鄉東南端，並止於縣道185號路口。該道路在本地區有部分路段與縣道187號共線，另有部分路段與縣道187號、縣道189號皆共線。
縣道187號是水門至東港的道路，經過本地區的八老爺聚落。由該道路北行可前往潮州鎮潮州市區、萬巒鄉、內埔鄉，並止於隘寮地區水門聚落西郊的省道台24線暨縣道185號轉角路口；南行可前往崁頂鄉、東港鎮，並止於省道台17線路口。該道路在本地區有部分路段與縣道185甲線共線，另有部分路段與縣道185甲線、縣道189號皆共線。
縣道189號是屏東機場至林邊的道路，經過本地區的東部暨八老爺聚落東側、虎舍聚落。由該道路北行可前往潮州鎮潮州市區、竹田鄉、萬丹鄉、屏東市等地；南行可前往新埤鄉、林邊鄉，並止於林邊市區的省道台17線路口。該道路在本地區有部分路段與縣道185甲線、縣道187號皆共線。
鄉道屏76線是圍內至光春的道路，其東側端點（終點）位於本地區中南部略偏西的省道台1線路口。

## 學校
- 國立屏東特殊教育學校
- 光春國中
- 光春國小